# Beestenmarkt (Leiden)
De Beestenmarkt is een plein in de binnenstad van de Nederlandse stad Leiden. Het plein is driehoekig van vorm en ligt ingeklemd tussen Steenstraat en het water van de Oude Vest. Op en langs het plein bevinden zich voornamelijk horeca- en uitgaansgelegenheden, zoals bioscoop Lido, en een aantal winkels. Op de Beestenmarkt starten rondvaarttochten door de Leidse grachten. In 2011 stond het Glazen Huis hier.

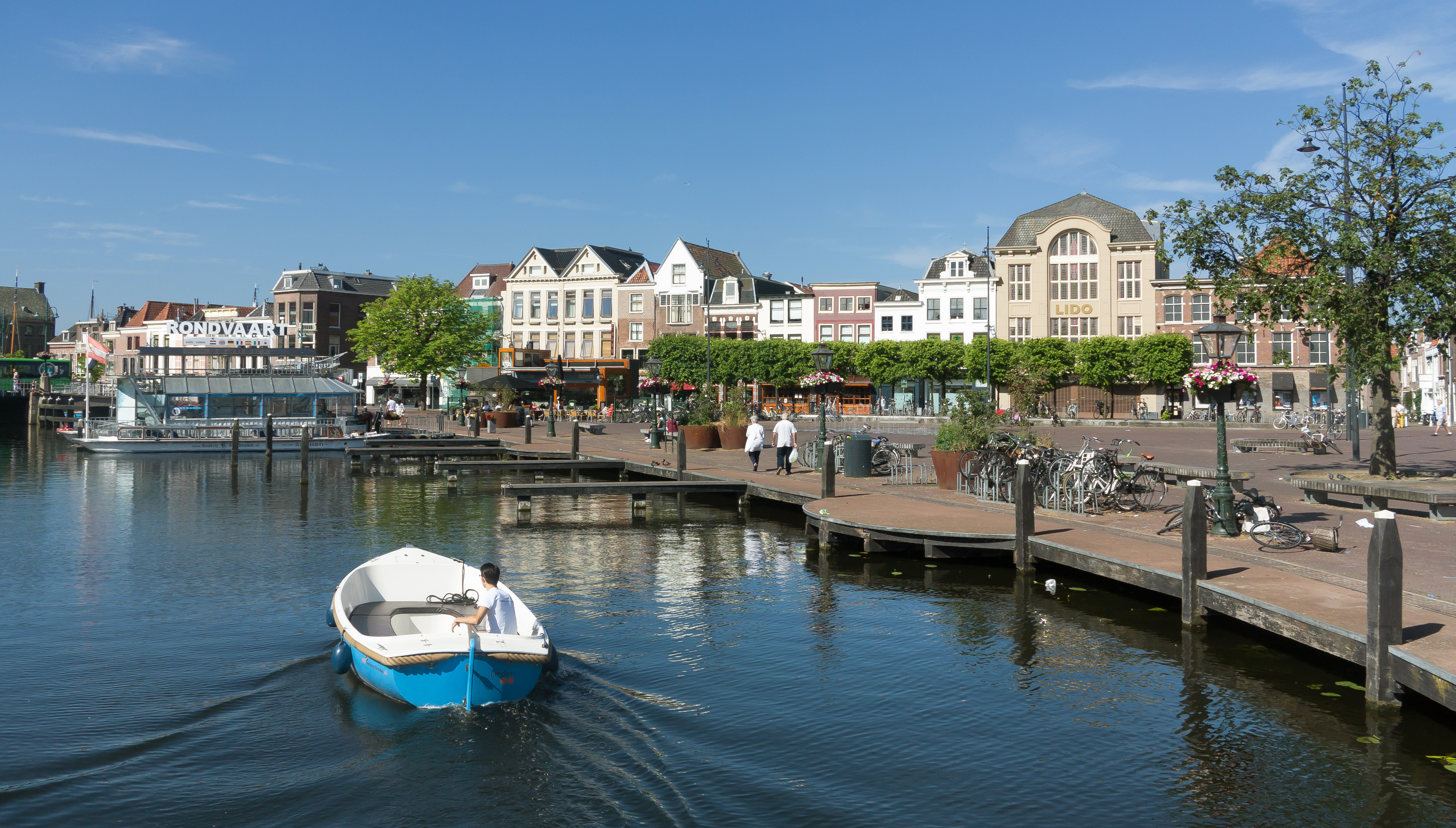
Straatzicht Beestenmarkt-Steenstraat